# Caimanes Cuna
Caimanes Cuna (Caimán Cuna), jedna od skupina Cunan Indijanaca u džunglama duž rijeke Río Caimán u graničnom poručju Paname i Kolumbije. U Panami žive u selima Paya i Pucuro, a u Kolumbiji u selu Caiman Nuevo, blizu grada Turbo u departmanu Antioquia. 
Po strogim tradicijama zabranjuje se ženidba izvan njihove vlastite zajednice. Lovci i ribari. Populacija im iznosi oko 1.500.
Caimán Cuna govore jezikom koji se naziva granični kuna (kuna de la frontera) ili kolumbijski kuna (caiman nuevo, cuna, paya-pucuro, paya-pucuro kuna, colombia cuna, caiman nuevo, long hair cuna, cuna), jednim od dva cunan-jezika.